# الطريق الجهوية رقم 38 (تونس)
الطريق الجهوية رقم 38 أو ط ج 38 طريق ثانوية تونسية تصل بين مدينتي الدندان وبجاوة، وهي تتصل من الجهتين بالطريق الوطنية رقم 7.